# Ruska nogometna reprezentacija
Ruska nogometna reprezentacija predstavlja državu Rusiju u športu nogometu u međunarodnim natjecanjima. 
Krovna organizacija mu je Ruski nogometni savez (rus. Российский Футбольный Союз).
Rusija je svoj najbolji uspjeh od postojanja Ruske Federacije ostvarila na SP-u 2018. kojemu je bila domaćin. Naime došla je do četvrtfinala nakon pobjede nad Španjolskom boljim izvođenjem jedanaesteraca rezultatom 5:4 (1:1). U četvrtfinalnoj utakmici Rusi su igrali protiv Hrvatske koja je također na isti način u osmini finala pobijedila Dansku 4:3 (1:1). U 31. minuti Denis Čerišev zabio je za vodstvo Rusije, a Hrvatska izjednačila osam minuta kasnije. U prvom produžetku gol za Hrvatsku dao je Domagoj Vida da bi Rusija u 115. minuti zabila za 2:2. Rusija je izgubila promašivši dva kaznena udarca rezultatom 6:5 (2:2) i tako poslala Hrvatsku u polufinale.

## Sudjelovanja na međunarodnim natjecanjima

### Sudjelovanja na SP-ima
- 1994.: 1. krug
- 1998.: nisu izborili sudjelovanje
- 2002.: 1. krug
- 2006.: nisu izborili sudjelovanje
- 2010.: nisu izborili sudjelovanje
- 2014.: 1. krug
- 2018.: (domaćini) četvrtfinale[2]

### Sudjelovanja na EP-ima
- 1996.: 1. krug
- 2000.: nisu izborili sudjelovanje
- 2004.: 1. krug
- 2008.: polufinale
- 2012.: 1. krug
- 2016.: 1. krug

### Sudjelovanja na OI
- 1996.:
- 2000.:
- 2004.:
- 2008.:
- 2012.:

## Trenutačni sastav
Zadnji put ažurirano: 5. lipnja 2021.
| 0#0 | Poz. | Igrač                   | Datum rođenja (dob)           | Nastupi | Golovi | Klub                  |
| --- | ---- | ----------------------- | ----------------------------- | ------- | ------ | --------------------- |
| 1   | G    | Anton Šunin             | 27. siječnja 1987. (dob: 34)  | 11      | 0      | Dinamo Moskva         |
| 2   | B    | Mário Fernandes         | 19. rujna 1990. (dob: 30)     | 28      | 5      | CSKA Moskva           |
| 3   | B    | Igor Divejev            | 27. rujna 1999. (dob: 21)     | 3       | 0      | CSKA Moskva           |
| 4   | B    | Vjačeslav Karavajev     | 20. svibnja 1995. (dob: 26)   | 12      | 2      | Zenit Sankt Peterburg |
| 5   | B    | Andrej Semjonov         | 24. ožujka 1989. (dob: 32)    | 25      | 0      | Ahmat Grozni          |
| 6   | V    | Denis Čerišev           | 26. prosinca 1990. (dob: 30)  | 30      | 12     | Valencia              |
| 7   | V    | Magomed Ozdojev         | 5. studenoga 1992. (dob: 28)  | 31      | 4      | Zenit Sankt Peterburg |
| 8   | V    | Dmitrij Barinov         | 11. rujna 1996. (dob: 24)     | 4       | 0      | Lokomotiv Moskva      |
| 9   | N    | Aleksandar Soboljev     | 7. ožujka 1997. (dob: 24)     | 5       | 2      | Spartak Moskva        |
| 10  | N    | Anton Zabolotnij        | 13. lipnja 1991. (dob: 29)    | 13      | 1      | Soči                  |
| 11  | V    | Roman Zobnin            | 11. veljače 1994. (dob: 27)   | 34      | 0      | Spartak Moskva        |
| 12  | G    | Jurij Djupin            | 17. ožujka 1988. (dob: 33)    | 0       | 0      | Rubin Kazanj          |
| 13  | B    | Fjodor Kudrjašov        | 5. travnja 1987. (dob: 34)    | 44      | 1      | Antalyaspor           |
| 14  | B    | Georgij Džikija         | 21. studenoga 1993. (dob: 27) | 32      | 1      | Spartak Moskva        |
| 15  | N    | Aleksej Mirančuk        | 17. listopada 1995. (dob: 25) | 32      | 5      | Atalanta              |
| 16  | G    | Matvej Safonov          | 25. veljače 1999. (dob: 22)   | 1       | 0      | Krasnodar             |
| 17  | V    | Aleksandar Golovin      | 30. svibnja 1996. (dob: 25)   | 37      | 5      | Monaco                |
| 18  | V    | Jurij Žirkov            | 20. kolovoza 1983. (dob: 37)  | 103     | 2      | Zenit Sankt Peterburg |
| 19  | V    | Rifat Žemaletdinov      | 20. rujna 1996. (dob: 24)     | 4       | 0      | Lokomotiv Moskva      |
| 20  | N    | Aleksej Ionov           | 18. veljače 1989. (dob: 32)   | 34      | 4      | Krasnodar             |
| 21  | V    | Daniil Fomin            | 2. ožujka 1997. (dob: 24)     | 4       | 0      | Dinamo Moskva         |
| 22  | N    | Artjom Dzjuba (kapetan) | 22. kolovoza 1988. (dob: 32)  | 51      | 29     | Zenit Sankt Peterburg |
| 23  | V    | Daler Kuzjajev          | 15. siječnja 1993. (dob: 28)  | 33      | 2      | Zenit Sankt Peterburg |
| 24  | V    | Andrej Mostovoj         | 5. studenoga 1997. (dob: 23)  | 7       | 0      | Zenit Sankt Peterburg |
| 25  | N    | Denis Makarov           | 18. veljače 1998. (dob: 23)   | 0       | 0      | Rubin Kazanj          |
| 26  | V    | Maksim Muhin            | 4. studenoga 2001. (dob: 19)  | 2       | 0      | Lokomotiv Moskva      |

## Statistike
Arhivirana inačica izvorne stranice od 27. svibnja 2018. (Wayback Machine)
| Broj | Igrač                 | Godine           | Nastupi | Golovi |
| ---- | --------------------- | ---------------- | ------- | ------ |
| 1    | Sergej Ignaševič      | 2002. – 2018.    | 127     | 8      |
| 2    | Igor Akinfejev*       | 2004. – 2018.    | 111     | 0      |
| 3    | Viktor Onopko         | 1992. – 2004.    | 109     | 7      |
| 4    | Vasili Berezutski     | 2003. – 2016.    | 101     | 5      |
| 5    | Jurij Žirkov*         | 2005. – trenutno | 92      | 2      |
| 6    | Aleksandr Keržakov    | 2002. – 2015.    | 91      | 30     |
| 7    | Aleksandar Anjukov*   | 2004. – 2013.    | 77      | 1      |
| 8    | Andrej Aršavin        | 2002. – 2012.    | 75      | 17     |
| 9    | Valeri Karpin         | 1992. – 2003.    | 72      | 17     |
| 10   | Vladimir Beschastnykh | 1992. – 2003.    | 71      | 26     |

| Broj | Igrač                 | Godine           | Golovi | Nastupi |
| ---- | --------------------- | ---------------- | ------ | ------- |
| 1    | Aleksandr Keržakov    | 2002. – 2015.    | 30     | 91      |
| 2    | Vladimir Beschastnykh | 1992. – 2003.    | 26     | 71      |
| 3    | Artjom Dzjuba*        | 2011. – trenutno | 24     | 42      |
| 4    | Roman Pavljučenko     | 2003. – 2012.    | 21     | 51      |
| 05   | Valeri Karpin         | 1992. – 2003.    | 17     | 72      |
| 05   | Andrej Aršavin        | 2002. – 2012.    | 17     | 75      |
| 7    | Dmitri Sićev          | 2002. – 2010.    | 15     | 47      |
| 8    | Fjodor Smolov         | 2012. – trenutno | 14     | 39      |
| 9    | Roman Širokov         | 2008. – 2016.    | 13     | 57      |
| 0 10 | Igor Kolivanov        | 1992. – 1998.    | 12     | 35      |
| 0 10 | Aleksandr Kokorin*    | 2011. – trenutno | 12     | 48      |

## Vanjske poveznice
- O ruskom sastavu  Arhivirana inačica izvorne stranice od 18. lipnja 2018. (Wayback Machine) (rus.)
- O ruskom sastavu  Arhivirana inačica izvorne stranice od 7. kolovoza 2020. (Wayback Machine)
- Ruska reprezentacija 1912.-
- O ruskom sastavu  Arhivirana inačica izvorne stranice od 13. prosinca 2018. (Wayback Machine) (rus.)
- RSSSF pismohrana rezultata 1912.-2003.
- RSSSF pismohrana Igrači s najviše nastupa i najbolji strijelci
- Planet World Cup Rezultati na SP-u
- Planet World Cup Postave na SP-ima
- Planet World Cup Rezultati izlučnih natjecanja